# Galang Tinggi (Mekakau Ilir)
Galang Tinggi is een bestuurslaag in het regentschap Ogan Komering Ulu Selatan van de provincie Zuid-Sumatra, Indonesië. Galang Tinggi telt 2082 inwoners (volkstelling 2010).